# Lobostemon echioides
Lobostemon echioides är en strävbladig växtart som beskrevs av Johann Georg Christian Lehmann. Lobostemon echioides ingår i släktet Lobostemon och familjen strävbladiga växter. Inga underarter finns listade i Catalogue of Life.